# ダリオ・ツヴィタニッチ
ダリオ・ツヴィタニッチ（Darío Cvitanich, クロアチア語: Dario Cvitanić, 1984年5月16日 - ）は、アルゼンチン・ブエノスアイレス州バラデロ出身の元サッカー選手。現役時代のポジションはフォワード。祖父がクロアチア系のため同国のパスポートも所持。
ダリオ・チビタニッチとも表記される。

## 経歴
CAバンフィエルドの下部組織でキャリアをスタートし、2003年10月20日の1-3で敗れたクラブ・オリンポ戦で19歳の時にトップチームデビューした。2007年4月27日、4-0で勝利したニューウェルズ・オールドボーイズ戦でハットトリックを決め、同年のコパ・リベルタドーレスにも出場し得点を記録している。2008年クラウスーラで13得点を決め得点王に輝いた。
2008シーズン途中にオランダのアヤックス・アムステルダムに5年契約で移籍した。エースのクラース・ヤン・フンテラールの後釜として期待されており、12月12日のNACブレダ戦で初ゴールを決めた。続くデ・フラーフスハップ戦で2ゴール、さらに次戦のADOデン・ハーグ戦でハットトリックを記録した。2009年9月13日、NACブレダ戦で2009-10シーズン初のハットトリックを記録した。
2010年1月1日、メキシコのCFパチューカに同年末までの期間の契約でレンタル移籍すると、クラブ史上4度目となるCONCACAFチャンピオンズリーグのタイトルを獲得。11月3日、アヤックスに復帰しクラブ通算30度目のリーグ優勝を経験した。
2011年7月、アルゼンチンのボカ・ジュニアーズに1年の期間でレンタル移籍。8月28日のCAサン・ロレンソ・デ・アルマグロ戦で初ゴールを記録。CDゴドイ・クルス戦で1ゴール、バンフィエルド戦で2ゴールと2試合連続でゴールを決め、最終節のニューウェルズ戦でもゴールを記録した。2011年アペルトゥーラの無敗優勝と2012年コパ・リベルタドーレスのSCコリンチャンス・パウリスタとの決勝戦進出に貢献。また、同大会の4月に週間最優秀選手に選出された。
2012年7月25日、フランスのOGCニースに3年契約で移籍した。
2015年1月5日、パチューカに復帰。11月に同クラブを退団し、翌月21日にNASLのマイアミFCに加入することが発表された。
2017年2月、バンフィエルドへ9年ぶりに復帰した。

## 代表
クロアチア人である曽祖父の血を引き、2008年8月に同国のパスポートを取得。クロアチア代表でプレーすることを望んだが、2009年1月14日にFIFAは祖父母のどちらか1人がネイティブでなくてはならないという理由で認めなかった。

## タイトル

### クラブ
パチューカ
- CONCACAFチャンピオンズリーグ : 2009-10

アヤックス
- エールディヴィジ : 2010-11

ボカ・ジュニアーズ
- プリメーラ・ディビシオン : 2011-12アペルトゥーラ
- コパ・アルヘンティーナ : 2012

ラシン・クラブ
- プリメーラ・ディビシオン : 2018-19

### 個人
- プリメーラ・ディビシオン得点王 : 2007-08クラウスーラ (13得点)